# NGC 2978
NGC 2978 est une galaxie spirale intermédiaire située dans la constellation du Sextant.  NGC 2978 a été découverte par l'astronome américain Lewis Swift en 1886.

## Caractéristiques
Sa vitesse par rapport au fond diffus cosmologique est de 2 146 ± 26 km/s, ce qui correspond à une distance de Hubble de 31,7 ± 2,3 Mpc (∼103 millions d'al).
À ce jour, trois mesures non basées sur le décalage vers le rouge (redshift) donnent une distance de 100,133 ± 0,751 Mpc (∼327 millions d'al), ce qui est très loin à l'extérieur des valeurs de la distance de Hubble. Notons cependant que c'est avec la valeur moyenne des mesures indépendantes, lorsqu'elles existent, que la base de données NASA/IPAC calcule le diamètre d'une galaxie et qu'en conséquence le diamètre de NGC 2978 pourrait être d'environ 10,1 kpc (∼32 900 al) si on utilisait la distance de Hubble pour le calculer.
La classe de luminosité de NGC 2978 est II-III et elle présente une large raie HI. Elle renferme également des régions d'hydrogène ionisé.